# Synotis yakoensis
Synotis yakoensis là một loài thực vật có hoa trong họ Cúc. Loài này được (Jeffrey ex Jeffrey) C.Jeffrey & Y.L.Chen miêu tả khoa học đầu tiên năm 1984.